# The Prisoner (album)
The Prisoner – siódmy album studyjny amerykańskiego pianisty i kompozytora jazzowego Herbiego Hancocka, wydany z numerem katalogowym BST 84321 w 1969 roku przez Blue Note Records. Była to ostatnia płyta Hancocka wydana przez tę wytwórnię, a pierwsza nagrana po opuszczeniu przezeń kwintetu Milesa Davisa.

## Powstanie
Materiał na płytę został zarejestrowany 18 (A2, B2), 21 (A1) i 23 kwietnia (B1, B3) 1969 roku przez Rudy'ego Van Geldera w należącym do niego studiu (Van Gelder Studio) w Englewood Cliffs w stanie New Jersey. Produkcją płyty zajął się Duke Pearson.
Większość utworów zadedykowana została pamięci Martina Luthera Kinga, zamordowanego w kwietniu 1968 przez przeciwników równouprawnienia Afroamerykanów. Przesłanie płyty dotyczyło walki o prawa obywatelskie. Kompozycja He Who Lives in Fear pierwotnie powstała na potrzeby reklamy papierosów Silva Thins.

## Lista utworów
Opracowano na podstawie materiału źródłowego.
Wydanie LP
Strona A
| Nr | Tytuł utworu     | Muzyka         | Długość |
| -- | ---------------- | -------------- | ------- |
| 1. | „I Have a Dream” | Herbie Hancock | 10:58   |
| 2. | „The Prisoner”   | Hancock        | 7:57    |
|    |                  |                | 18:55   |

Strona B
| Nr | Tytuł utworu           | Muzyka          | Długość |
| -- | ---------------------- | --------------- | ------- |
| 1. | „Firewater”            | Buster Williams | 7:33    |
| 2. | „He Who Lives in Fear” | Hancock         | 6:51    |
| 3. | „Promise of the Sun”   | Hancock         | 7:52    |
|    |                        |                 | 22:16   |

Utwory dodatkowe na reedycji (1999)
| Nr | Tytuł utworu                    | Muzyka   | Długość |
| -- | ------------------------------- | -------- | ------- |
| 1. | „The Prisoner (alternate take)” | Hancock  | 5:47    |
| 2. | „Firewater (alternate take)”    | Williams | 8:40    |
|    |                                 |          | 14:27   |

## Twórcy
Opracowano na podstawie materiału źródłowego.
Muzycy:
- Herbie Hancock – fortepian, pianino elektryczne
- Garnett Brown — puzon
- Johnny Coles — skrzydłówka
- Albert „Tootie” Heath — perkusja
- Joe Henderson – saksofon tenorowy, flet altowy
- Jack Jeffers — puzon basowy
- Hubert Laws — flet
- Romeo Penque — klarnet basowy
- Jerome Richardson — klarnet basowy, flet
- Tony Studd — puzon basowy
- Buster Williams — kontrabas

Produkcja:
- Duke Pearson – produkcja muzyczna
- Rudy Van Gelder – inżynieria dźwięku
- Herb Wong – liner notes
- Michael Cuscuna – produkcja muzyczna (reedycja z 1999)